# Робін Содерлінг
Робін Содерлінг (швед. вимова: [ˈrɔbɪn ˈsøːdəɭɪŋ]; народився 14 серпня 1984 у Тібру) — шведський тенісист, колишня четверта ракетка світу. 
Содерлінг двічі поспіль грав у фіналі Ролан Гаррос - у 2009 і 2010 роках. Обидва рази він переміг чинного чемпіона та першу ракетку світу на шляху до фіналу - Рафаеля Надаля у 2009 і Роджера Федерера у 2010. Він став першим гравцем, хто зумів перемогти Рафаеля Надаля на Ролан Гаррос.
Робін Содерлінг є володарем 10 титулів ATP, у тому числі одного категорії Мастерс у Парижі.

## Особисте життя
Содерлінг вільно розмовляє шведською та англійською, а також трохи німецькою мовами. Його батько Бо - юрист, мати Бріт-Інгер - домогосподарка, а сестра Сандра - вчитель.
Він одружений із Дженні Мостром. У жовтні 2012 у пари народився первісток - донька Олівія.

## Юніорська кар'єра
Содерлінг займається тенісом з 5 років. Вперше у міжнародному турнірі взяв участь у 1998 році, а до 2001 року уже виграв 7 юніорських титулів.
У 2002 році Робін Содерлінг був №2 юніорського рейтингу в одиночному розряді і №11 у парному. Найкращий результат на турнірах Великого шолома - півфінал US Open 2002

## Професійна кар'єра

### 2002-2004
Содерлінг намагався увійти в Тур ATP у 2002 році, зігравши 5 турнірів, а також дійшовши до другого кола US Open. На рівні ATP Challenger Содерлінг досягнув балансу перемог і поразок 16–8.
У 2003 він остаточно перейшов у професійний Тур, вийшов у третє коло Вімблдону, пробившись в основну сітку через кваліфікацію, і дійшов до фіналу турніру у Стокгольмі, досягнувши №86 рейтингу. 
Перший титул Робін виграв у 2004 році у Ліоні, де переміг Ксав'є Малісса у фіналі. Крім того, він вийшов у фінал у Марселі. На кінець року він увійшов у топ-50 рейтингу.

### 2005-2007
У березні 2005 Содерлінг зітнкувся з першою серйозною травмою і переніс операцію на коліні. Але навіть не граючи багато турнірів, він виграв черговий титул - у Мілані, перемігши Радека Штепанека у фіналі. Крім того, Содерлінг дійшов до третього кола US Open, перш ніж провести ще одну операцію.
Повернувшись у 2006 році, він за три місяці піднявсяя з 100 місця рейтингу у топ-50, незважаючи на болі у коліні та плечі, які його досі турбували. Він допоміг збірній Швеції зберегти своє місце у світовій групі Кубку Девіса у матчі проти збірної Бразилії. Рік він закінчив на рекордному 25 місці рейтингу.
У 2007 році Содерлінг вийшов у третє коло Вімблдону, де програв Рафаелю Надалю у п'яти сетах. Він викликав обурення фанів Надаля тим, що глузливо спародіював поведінку іспанця на корті, поправивши труси. Після цього їхнє протистояння стало принциповим.
У 2007 році Содерлінг вперше за 5 років не вийшов до жодного фіналу турнірів ATP, проте показав стабільні результати. Останні три місяці він пропустив через травму лівого зап'ястя.

### 2008
Через травму Содерлінг пропустив Australian Open. Перший його турнір у 2008 році був Open 13 у Марселі, де він дійшов до чвертьфіналу. Потім він вийшов у фінал ABN AMRO World Tennis Tournament у Ротердамі, де програв Мікаелю Ллодра 7–6, 2–3, 6–3. Наступного тижня він знову вийшов у фінал на турнірі Regions Morgan Keegan Championships у Мемфісі, по дорозі до якого переміг першого сіяного Енді Роддіка. Проте у фіналі поступився несіяному Стіву Дарсісу.
На Командному чемпіонаті світу у Дюссельдорфі він був непереможний у чотирьох одиночних і чотирьох парних матчах, ставши лише третім гравцем, кому підкорилося це досягнення після Джона Макінроя у 1984 і Фернандо Гонсалеса. Завдяки його виступу, збірна Швеції здобула перемогу.
У травні він дійшов до третього кола Ролан Гаррос, де програв місцевому гравцю Жульєну Беннето. На Вімблдоні він поступився Роджеру Федереру у другому колі. Після поганих результатів на Олімпіаді та US Open Содерлінг звільняє свого тренера Петера Карлсона. Виконувачем обов'язків тренера він прийняв Магнуса Нормана. З його допомогою він вийшов у третій фінал року в Стокгольмі, де програв Давиду Налбандяну 2–6, 7–5, 3–6. 
Через три тижні Содерлінг нарешті виграв перший титул за три роки на турнірі в Ліоні, де переміг Жульєна Беннето у фіналі 6–3, 6–7, 6–1. На шляху до фіналу він переміг першого сіяного Енді Роддіка у чвертьфіналі і першу ракетку Франції Жиля Симона. 
Він закінчив рік на 17 місці в рейтингу. 4 листопада він оголосив, що Магнус Норман стане його постійним тренером.

### 2009
З новим тренером Содерлінг почав сезон 2009 на турнірі Brisbane International. Він програв у чвертьфіналі Радеку Штепанеку, майбутньому чемпіону турніру. Потім він взяв участь у Heineken Open, де програв у півфіналі Хуану-Мартіну дель Потро, знову майбутньому чемпіону. Содерлінг був 16-м сіяним на Відкритому чемпіонаті Австралії 2009, але програв у другому колі несіяному Маркосу Багдатісу.

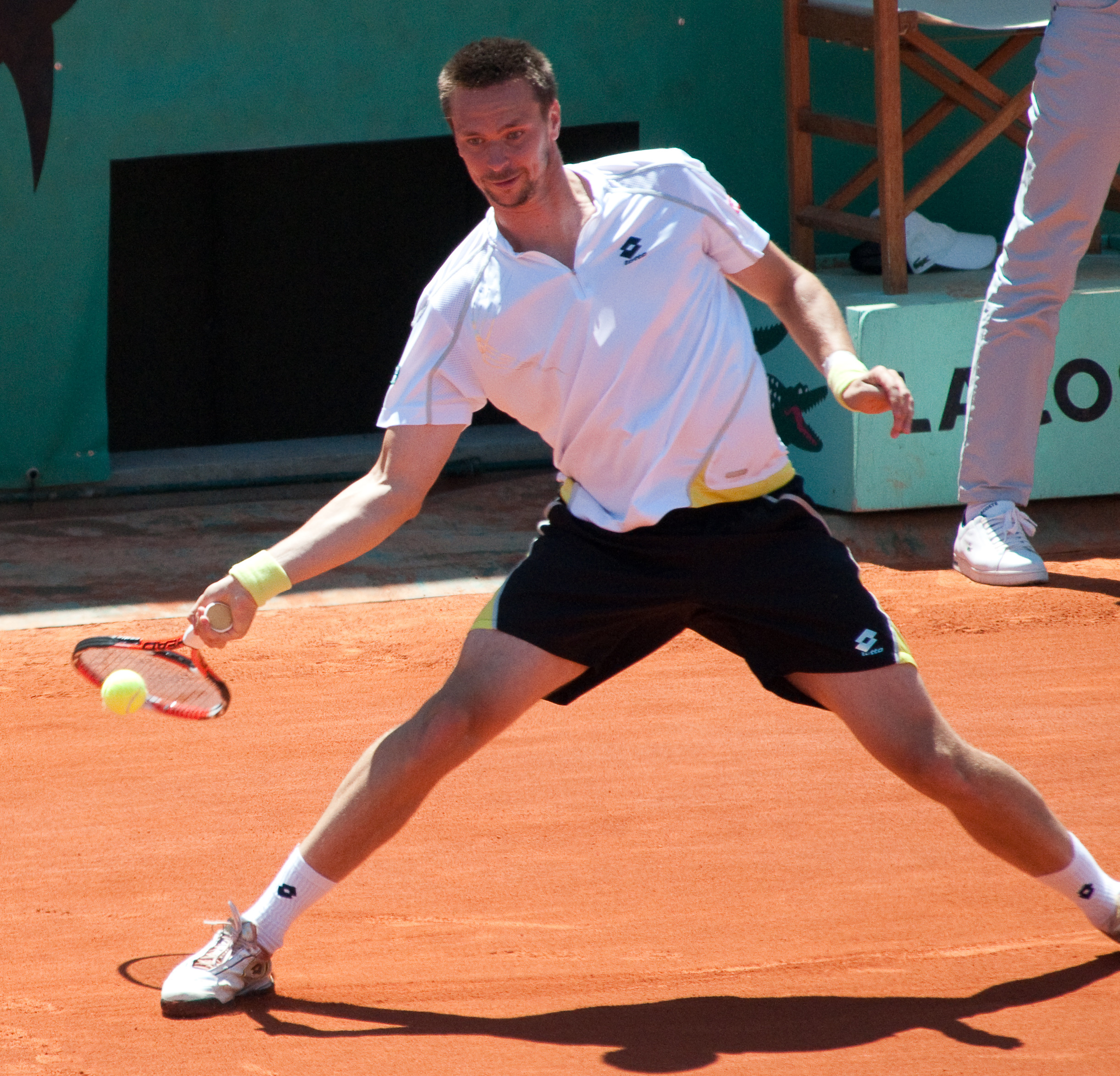
Söderling became the first Swede to reach the French Open final since his coach Magnus Norman in 2000.

Потім він взяв участь у Мастерсі в Індіан-Веллсі, де програв у другому колі Ніколасу Лапенті. Два місяці він показував погані результати, і знову виграти два матчі поспіль зумів тільки на Мастерсі в Римі, перш ніж зазнати нищівної поразки від першої ракетки світу Рафаеля Надаля 1–6, 0–6 у третьому колі. На Мастерсі в Мадриді Содерлінг знову програв у третьому колі - цього разу Роджеру Федереру. На Командному чемпіонаті світу збірна Швеції не змогла захистит титул, проте сам Содерлінг виграв обидва свої маті.
На Ролан Гаррос 2009 Содерлінг був 23 сіяним і вперше в кар'єрі досягнув четвертого кола турніру Великого шолома, перемігши Кевіна Кіма, Дениса Істоміна і Давида Феррера. Після цього він мав зіграти з чотириразовим діючим чемпіоном турніру Рафаелем Надалем. У цьому матчі Содерлінг створив найбільшу сенсацію року, перемігши іспанця і перервавши його 31-матчеву виграшну серія на Ролан Гаррос. Легенда жіночого тенісу Мартіна Навратілова назвала цю перемогу одною з найбільших сенсацій в історії тенісу. Його перемога над Надалем із рахунком 6–2, 6–7(2), 6–4, 7–6(2) стала першою, і донині єдиною, поразкою Надаля на Ролан Гаррос, а також у п'ятисетовому матчі на ґрунті. Через два дні Содерлінг переміг дворазового півфіналіста і 10 ракетку світу Миколу Давиденка 6–1, 6–3, 6–1, а у півфіналі - Фернандо Гонсалеса із рахунком 6–3, 7–5, 5–7, 4–6, 6–4, відігравшись з рахуку 1-4 і 0-30 у п'ятому сеті. Содерлінг поступився у фіналі Федереру, проте піднявся на найвище в кар'єрі місце в рейтингу - 12.
Соделінг був 13-м сіяним на Вімблдоні, де дійшов до четвертого кола, перемігши Жиля Мюллера, Марселя Гранольєрса і Ніколаса Альмагро. Там він знову програв Федереру 6–4, 7–6(5), 7–6(5), при цьому Содерлінг тільки один раз віддав свою подачу.
Після Вімблдону Содерлінг повернувся на Батьківщину, щоб зіграти на Swedish Open. Там він виграв титул, перемігши Хуана Монако у фіналі, і став першим після свого тренера шведом, хто переміг на домашньому турнірі. Після цього він піднявся на 11 місце рейтингу.
Содерлінг взяв участь у German Open Tennis Championships, де програв у третьому колі Ніколасу Альмагро. Це вперше з квітня він програв не Федереру. Потім Содерлінг знявся з Rogers Cup і програв у першому колі в Цинциннаті Ллейтону Х'юїтту
Содерлінг був 12-м сіяним на US Open, де знову програв у чвертьфіналі Федереру. Це була їхня четверта гра в році (і три з них - на ТВШ).
На Кубку Девіса Содерлінг допоміг збірнії Швеції перемогти 3-2 збірну Румунії, здолавши в одиночному маті 28-у ракетку світу Віктора Ханеску. 
Після US Open він дійшов до півфіналів на Proton Malaysian Open і China Open, тож перед Мастерсом в Шанхаї (де програв у чвертьфіналі Фелісіано Лопесу) увійшов у топ-10 рейтингу.  
В кінці року Содерлінг знявся у півфіналі Stockholm Open і не взяв участі у Valencia Open 500. Через поразку у чвертьфіналі Паризького Мастерса майбутньому переможцю турніру Новаку Джоковичу він не зміг кваліфікуватися на Фінал Світового Туру ATP. Проте після зняття з турніру Енді Роддіка Содерлінг як перший запасний був посіяний у групу з Новаком Джоковичем, Рафаелем Надалем та Миколою Давиденком. Він переміг Надаля і Джоковича, але програв Давиденку. Тим не менш, Содерлінг вийшов у півфінал, де програв Хуану-Мартіну дель Потро. Рік він закінчив на 8 місці рейтингу.

### 2010

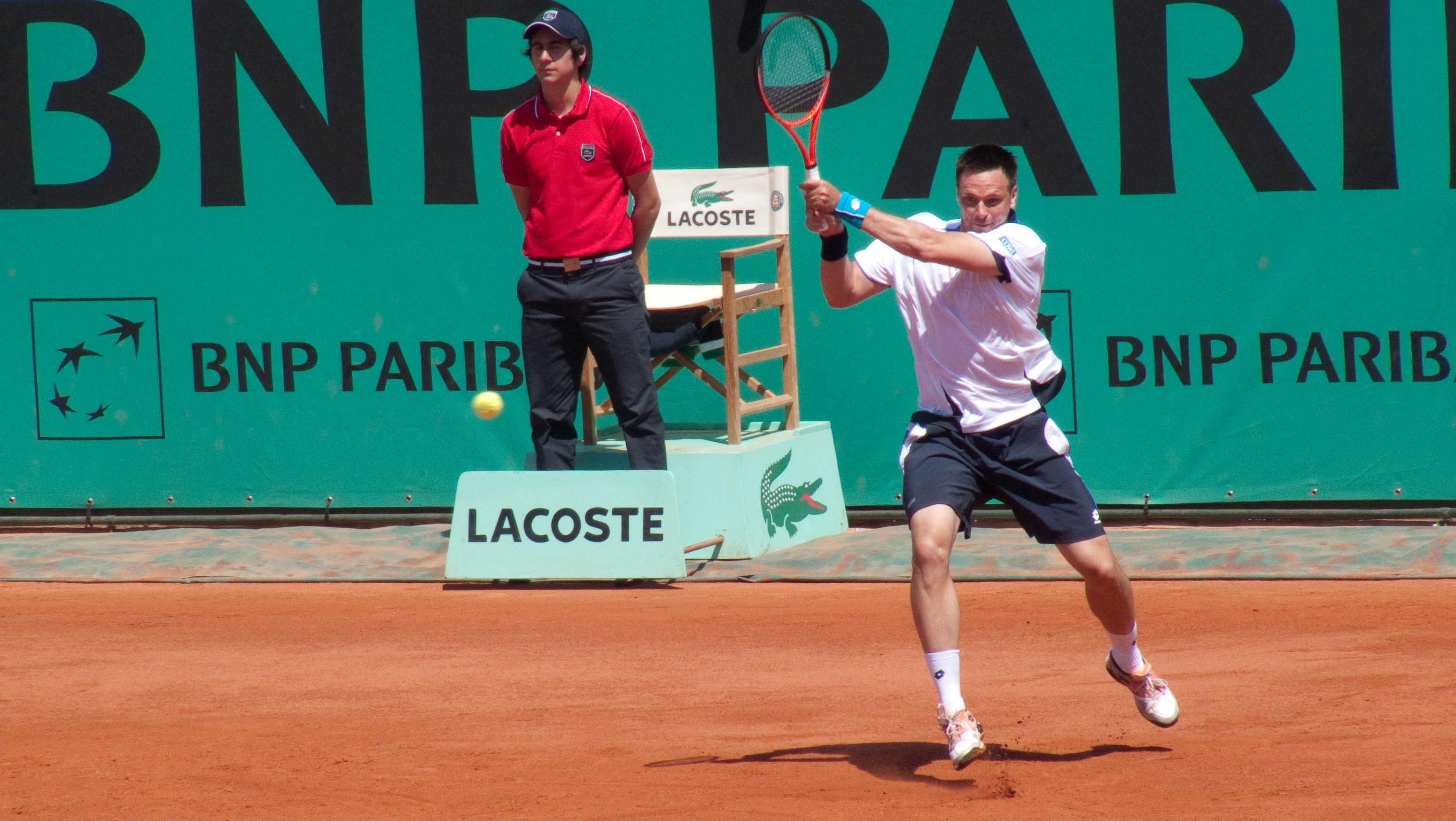
Söderling at the 2010 French Open

Сезон-2010 став найкращим у кар'єрі Содерлінга: він досягнув №4 рейтингу і закінчив рік на 5 місці, знову вийшов у фінал Ролан Гаррос і виграв перший титул Мастерс.
Содерлінг почав рік з виставкового турніру в Абу-Дабі, де вперше переміг Роджера Федерера (втім, ця перемога не входить у загальну статистику). У фіналі він поступився Надалю
На турнірі у Ченнаї перший сіяний Содерлінг програв у першому колі американцю Роббі Джинепрі.
На Australian Open 2010 швед був восьмим сіяним, але програв у першому колі несіяному іспанцю Марселю Гранольєрсу 7–5, 6–2, 4–6, 4–6, 2–6.
Содерлінг отримав wildcard на Rotterdam Open і був третім сіяним. Він здобув свою першу перемогу в році у грі з Флореном Серра і виграв титул, здолавши у фіналі Михайла Южного.
Содерлінг був першим сіяним на Open 13 у Марселі, але програв у чвертьфіналі майбутньому чемпіону Мікаелю Ллодра. Він виграв обидва свої одиночні матчі у Кубку Девіса, проте збірна Швеції програла збірній Аргентини 2-3. 
Робін Содерлінг був шостим сіяним на Мастерсі в Індіан-Веллсі, але програв у півфіналі сьомому сіяному Енді Роддіку. На Мастерсі у Маямі Содерлінг знову вилетів у півфіналі - цього разу від Томаша Бердиха.
Ґрунтовий сезон він почав із турніру Barcelona Open, де програв у фіналі Фернандо Вердаско.
На цей час припав спад у його формі: за три турніри (Мастерс Рим, Мастерс Мадрид, Open de Nice Côte d'Azur) він виграв тільки один матч. Таким чином, він провалив підготовку до Ролан Гаррос.
На Відкритому чемпіонаті Франції, де Содерлінг був посіяний під 5-м номером, він вперше в кар'єрі переміг Роджера Федерера, перервавши його серію із 24 підряд півфіналів турнірів Великого шолома, а також удруге поспіль здолавши діючого чемпіона і першу ракетку світу на Ролан Гаррос. У півфіналі він переміг 15-го сіяного Томаша Бердиха, але поступився у фіналі Рафаелю Надалю. Втім, за підсумками Ролан Гаррос він став 6 ракеткою світу.
На Вімблдоні він знову поступився майбутньому чемпіону Рафаелю Надалю у чвертьфіналі, проте піднявся на 5 місце в рейтингу.
На Swedish Open швед не зміг захистити титул, поступившись у фіналі Ніколасу Альмагро 5–7, 6–3, 2–6.
На Мастерсі в Торонто Содерлінг поступився у третьому колі аргентинцю Давиду Налбандяну, а на Мастерсі в Цинциннаті - у третьому колі Енді Роддіку.
На US Open 2010 він дійшов до чвертьфіналу, де поступився Родджеру Федереру. У вересні Содерлінг допоміг збірній Швеції перемогти збірну Італії і зберегти своє місце у світовій групі Кубка Девіса.
На азійських турнірах (Proton Malaysian Open, China Open і Мастерс Шанхай) Содерлінг доходив до чвертьфіналів.
На Stockholm Open він програв у чвертьфіналі Флоріану Маєру, але кваліфікувався на Фінал Світового Туру ATP.
Після півфіналу у Валенсії Содерлінг вирушив на Паризький Мастерс. Там він почергово переміг Жиля Симона, Станісласа Ваврінку, Енді Роддіка, Мікаеля Ллодра і Гаеля Монфіса, здобувши свій перший титул на турнірі категорії Мастерс. Він став першим шведом після Томаса Енквіста у 1996, який здобув титул у Парижі. Завдяки цій перемозі він став №4 рейтингу, змістивши на п'яте місце Енді Маррея.
Останнім турніром року для Содерлінга став Фінал Світового Туру, де він виграв тільки один матч - проти Давида Феррера, і програв Енді Маррею та Роджеру Федереру, не зумівши вийти із групи. Рік Содерлінг закінчив на 5 місці рейтингу - найкращий показник у його кар'єрі.
Содерлінг та його тренер Магнус Норман перервали співпрацю 1 грудня. Новим тренером став Клаудіо Пістолесі.

### 2011
Перший офіційний турнір Содерлінга в році - Brisbane International, де виграв титул, перемігши у фіналі Енді Роддіка. За весь турнір він не програв ні сета і віддав тільки одну свою подачу. Після цього він повернувся на 4-е місце рейтингу.
На Australian Open Содерлінг був четвертим сіяним і йшов без втрати сету до четвертого кола, де програв україцню Олександру Долгополову у 5 сетах.
Він успішно захистив титул на Rotterdam Open, перемігши Жо-Вілфріда Тсонга у фіналі. Це був його другий титул у сезоні, восьмий у кар'єрі і перший захищений титул.
На наступному тижні він переміг на турнірі Open 13 (у фіналі здолав Маріна Чиліча 6–7(8), 6–3, 6–3).
Содерлінг провалив ґрунтовий сезон, тільки раз за чотири турніри дійшовши до третього кола. Після цього він вирішив розірвати співпрацю з тренером. За кілька днів його новим тренером було оголошено Фредеріка Розенгрена. 
На Мастерсах у Мадриді і Римі Содерлінг програв у чвертьфіналах Роджеру Федереру 7–6(2) 6–4 і Новаку Джоковичу 6–3, 6–0 відповідно.
На Ролан Гаррос Содерлінг переміг Раяна Харрісона, Альберта Рамоса, Леонардо Маєра і Жиля Симона. Проте у чвертьфіналі Рафаель Надаль взяв у нього реванш за поразку дворічної давнини.
На Вімблдоні Робін переміг німця Філіпа Петцшнера та Ллейтона Х'юїтта, проте сенсаційно поступився у третьому колі 18-річному австралійцю Бернарду Томічу  1–6, 4–6, 5–7.
Після Вімблдону Содерлінг не став брати участь у матчі Кубка Девіса проти діючого чемпіона - збірної Сербії, щоб підготуватися до Swedish Open, який він виграв, не втративши ні сету.
Через травму зап'ястя швед був змушений знятися з супертурнірів у Монреалі і Цинциннаті. Згодом у нього діагностували мононуклеоз, через що він змушений був знятися з усіх турнірів до кінця сезону 
.
Незважаючи на те, що Содерлінг пропустив 5 місяців через травми і хвороби, він виграв 4 титули, закінчивши рік з балансом перемог і поразок 38-9 і на 13-у місці рейтингу.

### 2012 і після
Через хворобу Содерлінг пропустив весь сезон 2012. 16 липня він був офіційно позбавлений рейтингу, оскільки не виступав на турнірах ATP понад 52 тижні. Станом на липень 2013 року він ще не визначився із датою повернення у Тур, оскільки відновлення іде дуже повільно.
У 2013 році швед розробив власну марку тенісних м'ячів, які вирізняються тим, що легко керуються і не завдають шкоди організму. 

## Статистика виступів

### Статистика виступів на турнірах Великого шолома
| Турніри Великого шолома |     |     |     |     |     |     |     |     |      |      |     |     |        |       |       |
| Australian Open         | A   | A   | Q2  | 2К  | 1К  | A   | 1К  | A   | 2К   | 1К   | 4К  | A   | 0 / 6  | 5–6   | 45.45 |
| Ролан Гаррос            | A   | A   | Q1  | 1К  | 2К  | 1К  | 1К  | 3К  | Ф    | Ф    | ЧФ  | A   | 0 / 8  | 19–8  | 70.37 |
| Вімблдон                | A   | A   | 3К  | 1К  | 1К  | 1К  | 3К  | 2К  | 4К   | ЧФ   | 3К  | A   | 0 / 9  | 14–9  | 60.00 |
| US Open                 | A   | 2К  | 1К  | 2К  | 3К  | 2К  | A   | 1К  | ЧФ   | ЧФ   | A   | A   | 0 / 8  | 13–8  | 61.90 |
| Перемоги-Поразки        | 0–0 | 1–1 | 2–2 | 2–4 | 3–4 | 1–3 | 2–3 | 3–3 | 14–4 | 14–4 | 9–3 | 0–0 | 0 / 31 | 51–31 | 62.03 |

## Фінали турнірів ATP

### Одиночний розряд: 20 (10 титулів, 10 поразок)
| Легенда                                                         |
| --------------------------------------------------------------- |
| Турніри Великого шолома (0–2)                                   |
| ATP World Tour Фінали (0–0)                                     |
| ATP Masters Series / ATP World Tour Masters 1000 (1–0)          |
| ATP International Series Gold / ATP World Tour 500 Series (2–4) |
| ATP International Series / ATP World Tour 250 Series (7–4)      |

| Титули за покриттям |
| ------------------- |
| Тверде (5–6)        |
| Ґрунт (2–4)         |
| Трава (0–0)         |
| Килим (3–0)         |

| Титули by setting    |
| -------------------- |
| Відкритий корт (3–4) |
| Закритий корт (7–6)  |

| Результат | В-П   | Дата     | Турнір                                          | Категорія     | Покриття   | Опонент           | Рахунок                 |
| --------- | ----- | -------- | ----------------------------------------------- | ------------- | ---------- | ----------------- | ----------------------- |
| Поразка   | 0–1   | Жов 2003 | Stockholm Open, Швеція                          | International | Тверде (i) | Марді Фіш         | 5–7, 6–3, 6–7(4–7)      |
| Поразка   | 0–2   | Лют 2004 | Open 13, Франція                                | International | Тверде (i) | Домінік Хрбати    | 6–4, 4–6, 4–6           |
| Перемога  | 1–2   | Жов 2004 | Open Sud de France, Франція                     | International | Килим (i)  | Ксав'є Малісс     | 6–2, 3–6, 6–4           |
| Перемога  | 2–2   | Лют 2005 | Internazionali di Lombardia, Італія             | International | Килим (i)  | Радек Штепанек    | 6–3, 6–7(2–7), 7–6(7–5) |
| Поразка   | 2–3   | Лют 2006 | U.S. National Indoor Championships, США         | Intl. Gold    | Тверде (i) | Томмі Гаас        | 3–6, 2–6                |
| Поразка   | 2–4   | Лют 2008 | Rotterdam Open, Нідерланди                      | Intl. Gold    | Тверде (i) | Мікаель Льодра    | 7–6(7–3), 3–6, 6–7(4–7) |
| Поразка   | 2–5   | Лют 2008 | US Indoor Championships, США                    | Intl. Gold    | Тверде (i) | Стів Дарсі        | 3–6, 6–7(5–7)           |
| Поразка   | 2–6   | Жов 2008 | Stockholm Open, Швеція                          | International | Тверде (i) | Давід Налбандян   | 2–6, 7–5, 3–6           |
| Перемога  | 3–6   | Жов 2008 | Grand Prix de Tennis de Lyon, Франція (2)       | International | Килим (i)  | Жульєн Беннето    | 6–3, 6–7(5–7), 6–1      |
| Поразка   | 3–7   | Чер 2009 | Відкритий чемпіонат Франції з тенісу, Франція   | Grand Slam    | Ґрунт      | Роджер Федерер    | 1–6, 6–7(1–7), 4–6      |
| Перемога  | 4–7   | Лип 2009 | Swedish Open, Швеція                            | 250 Series    | Ґрунт      | Хуан Монако       | 6–3, 7–6(7–4)           |
| Перемога  | 5–7   | Лют 2010 | Rotterdam Open, Нідерланди                      | 500 Series    | Тверде (i) | Михайло Южний     | 6–4, 2–0 ret.           |
| Поразка   | 5–8   | Кві 2010 | Відкритий чемпіонат Барселони з тенісу, Іспанія | 500 Series    | Ґрунт      | Фернандо Вердаско | 3–6, 6–4, 3–6           |
| Поразка   | 5–9   | Чер 2010 | French Open, Франція                            | Grand Slam    | Ґрунт      | Рафаель Надаль    | 4–6, 2–6, 4–6           |
| Поразка   | 5–10  | Лип 2010 | Swedish Open, Швеція                            | 250 Series    | Ґрунт      | Ніколас Альмагро  | 5–7, 6–3, 2–6           |
| Перемога  | 6–10  | Лис 2010 | Мастерс Париж, Франція                          | Masters 1000  | Тверде (i) | Гаель Монфіс      | 6–1, 7–6(7–1)           |
| Перемога  | 7–10  | Січ 2011 | Brisbane International, Австралія               | 250 Series    | Тверде     | Енді Роддік       | 6–3, 7–5                |
| Перемога  | 8–10  | Лют 2011 | Rotterdam Open, Нідерланди (2)                  | 500 Series    | Тверде (i) | Жо-Вілфрід Тсонга | 6–3, 3–6, 6–3           |
| Перемога  | 9–10  | Лют 2011 | Open 13, Франція                                | 250 Series    | Тверде (i) | Марин Чилич       | 6–7(8–10), 6–3, 6–3     |
| Перемога  | 10–10 | Лип 2011 | Swedish Open, Швеція (2)                        | 250 Series    | Ґрунт      | Давид Феррер      | 6–2, 6–2                |

### Парний розряд: 2 (1 титул, 1 поразка)
| Легенда                                                         |
| --------------------------------------------------------------- |
| Турніри Великого шолома (0–0)                                   |
| ATP World Tour Фінали (0–0)                                     |
| ATP Masters Series / ATP World Tour Masters 1000 (0–0)          |
| ATP International Series Gold / ATP World Tour 500 Series (0–0) |
| ATP International Series / ATP World Tour 250 Series (1–1)      |

| Титули за покриттям |
| ------------------- |
| Тверде (0–0)        |
| Ґрунт (1–1)         |
| Трава (0–0)         |

| Титули by setting    |
| -------------------- |
| Відкритий корт (1–1) |
| Закритий корт (0–0)  |

| Результат | В-П | Дата     | Турнір               | Категорія     | Покриття | Партнер          | Опоненти                         | Рахунок          |
| --------- | --- | -------- | -------------------- | ------------- | -------- | ---------------- | -------------------------------- | ---------------- |
| Перемога  | 1–0 | Лип 2008 | Swedish Open, Швеція | International | Ґрунт    | Йонас Бйоркман   | Юган Брунстрем Жан-Жульєн Роєр   | 6–2, 6–2         |
| Поразка   | 1–1 | Лип 2009 | Swedish Open, Швеція | 250 Series    | Ґрунт    | Роберт Ліндстедт | Ярослав Левинський Філіп Полашек | 6–1, 3–6, [7–10] |